# Hans Beck (officer)
 Der er flere personer med dette navn, se Hans Beck.
Hans Beck (8. marts 1752 – 23. april 1823) var en dansk officer.
Han var søn af sergent i artilleriet Hans Beck (født på Bornholm 1708, død 1800). De unge artilleriofficerer tog sig af ham, han blev da 1766 volontær, 1769 underofficer og kadet, 1773 sekondløjtnant med anciennitet af 1772, 1776 premierløjtnant, 1788 stabskaptajn, 1794 kompagnichef, 1801 karakteriseret og 1802 virkelig major, 1805 oberstløjtnant og chef for danske artilleribrigade: som sådan var han i København under belejringen 1807. I 1809 blev han oberst og chef for Artillerikorpset, 1812 generalmajor. 1822 højtideligholdtes hans 50 års officersjubilæum med stor deltagelse ved en fest på Skydebanen. Han blev i den anledning Kommandør af Dannebrogordenen. Død 23. april 1823. Beck var en meget dygtig artilleriofficer, var også blevet benyttet som lærer i artilleri, men har navnlig indlagt sig fortjeneste ved som chef at udvirke underofficerselevskolens oprettelse.
1784 gift med Maria Margretha Bildschou (døbt 2. december 1763 - 18. juli 1799), datter af tehandler Ole Bildchou.